# Mazothairos enormis
Mazothairos enormis (лат.) — вид древних вымерших насекомых с неполным превращением из семейства Homoiopteridae отряда палеодиктиоптер. Единственный известный вид рода Mazothairos. Остатки этих насекомых найдены в отложениях каменноугольного периода палеозойской эры в штате Иллинойс (США).
Очень крупные насекомые, в размахе крыльев достигали 55 см. Крупнейшие известные представители своего семейства. Ноги короткие и крепкие, напоминали ноги подёнок. Переднегрудь несла пару лопастей, присоединённых к переднеспинке. Данные лопасти сильно склеротизированы, имели систему жилок, гомологичную жилкованию крыльев. Церки также очень крупные. Базальные пластинки крыльев такого же типа, как у Protodonata и стрекоз. Предположительно обитали в кронах деревьев и питались соками семязачатков с помощью колющего хоботка.